# Петкевич Тамара Владиславівна
Тамара Владиславівна Петкевич (29 березня 1920, Невель Вітебська губернія — 18 жовтня 2017, Санкт-Петербург) — радянська і російська актриса, театрознавець і письменниця-мемуарист.

## Біографія
Тамара Владиславівна Петкевич народилася 29 березня 1920 року в місті Невелі Невельського повіту Вітебської губернії. У мемуарах вона також вказувала місцем народження Петроград.
Батько — Владислав Йосипович Петкевич (1890, Рига — 15 січня 1938 або 10 лютого 1942), учасник Першої світової війни, член ВКП(б) з 1918 року, заарештований і репресований у 1937 році. Мати — Єфросинія Федорівна Мочаловська. Сестри: Валентина (1927—?), Рената (1930—1942).
Поступила в школу № 182 міста Ленінграда в 1927 році. У 1937 році була виключена з ВЛКСМ із-за арешту батька. У 1938 році закінчила десятирічку і вступила в 1-й Державний інститут іноземних мов на англійську факультет.
26 грудня 1940 року вийшла заміж і поїхала до чоловіка на заслання в місто Фрунзе. Зі своїм чоловіком Еріком вона познайомилася у в'язниці «Хрести», куди вона носила посилки своєму батькові. Туди ж приїжджав і Ерік зі своєю матір'ю. Його батько теж був заарештований по політичній статті. Працювала театральним художником у Фрунзе. Там у 1942 році поступила в медичний інститут. Мати і молодша сестра Рената загинули в Ленінграді в роки блокади.
30 січня 1943 року одночасно з чоловіком була заарештована і 4 травня 1943 року засуджена за ст. 58-10 (частина 2) Кримінального кодексу РРФСР на сім років позбавлення волі, три роки поразки в правах і конфіскацію майна. Покарання відбувала в таборах Киргизької РСР. Спрямована в Джангиджирский жіночий табір на сільськогосподарські роботи, де стала бригадиром польової бригади. Потім працювала на будівництві овочесховища. Переведена в Новотроїцьку колону, а звідти в Біловодський табір.
В 1943 році переведена в Севжелдорлаг в Комі АРСР. Працювала на лісоповалі в табірній колона «Светик». Переведена в городню бригаду, потім комісована по інвалідності і відправлена в лазарет при Урдомской колоні. Працювала в хірургічному відділенні лазарету. Призначена через політвідділ в Театрально-естрадний колектив, що складався з ув'язнених. Грала в спектаклях, поставлених режисером Олександром Йосиповичем Гавронским (п'єса Чехова «Ювілей»). Переведена в Княж-Цвинтар. Отпралена в штрафну колону на землекопні роботи за самовільне знаходження на Урдомской колоні. Переведена в Межег, потім повернута в Княж-Цвинтар на Центральний окремий табірний пункт. Репетиції з Гавронским п'єси Чехова «Ювілей». У висновку народила сина Юрія, якого невдовзі забрали в дитячий приймач, а потім він був усиновлений. Суд відмовив їй повернути дитину з прийомної сім'ї. Прийомна сім'я незабаром виїхала з Вельска, і Тамара почала шукати сина. Коли вона знайшла хлопчика, то тому вже йшов одинадцятий рік і він залишився в прийомній сім'ї.
Звільнена в 1950 році. У паспорті, який вона отримала, через недбалість РАГСу з'явилося невірне по батькові — Володимирівна. Працювала в Сиктивкарському державному драматичному театрі Комі АРСР. Через адміністративну 39-у статтю, вписану у паспорт, повернутися в Ленінград не могла. Актрисою працювала в театрах Шадринська (Шадринський державний драматичний театр), Чебоксар (Чуваський російський драматичний театр, 1954—1956), Кишинева (Кишинівський російський драматичний театр імені А. П. Чехова, 1956—1960).
30 листопада 1954 року судимість знята. У 1957 році реабілітована. У Ленінград повернулася в 1959 році. У 1962 надійшла в Ленінградський інститут театру, музики і кінематографії (ЛГИТМиК) на театрознавчий факультет. Закінчила ЛГИТМиК в 1967 році, працювала в Ленінградському будинку художньої самодіяльності завідувачкою репертуарним відділом.
У 1993 році опублікувала книгу мемуарної прози про життя в сталінських таборах «Життя — чобіток непарний», витримала ряд перевидань. Книгу високо оцінив, зокрема, Ельдар Рязанов. У Петербурзі був поставлений спектакль за її книгою. У Німеччині книгу видали кілька разів. Олександр Квасневський нагородив автора кавалерським хрестом ордена Заслуг перед Республікою Польща.
У 1996 році Тамара Петкевич була прийнята в Союз письменників Санкт-Петербурга.
На думку письменниці Тетяни Бек, Тамарі Петкевич випав такий жереб, ніби вся апокаліптичність XX століття згустилася в одній приватній долі.
Друга книга — «На тлі зірок і страху» — продовження першої. В ній Тамара Петкевич розповідає про своє життя після звільнення з табору. Прочитавши її, Тетяна Гердт сказала: «Я дуже щаслива людина, мені Господь посилав весь час чудових людей. Але потрясінь людських у мене було в житті два: Твардовський і Тамара Петкевич. Це не табірна література. Це література російська. Це те, що дає сили жити».
«Напевно, людям треба знати, як обходитися з труднощами. І, може, це найважливіше, що я повинна була зробити в житті», — говорила Тамара Петкевич.
```
Табірна тема вже становить у російській словесності цілий Архіпелаг, сильний і багатотипний. «Життя...» Т. П. займає в цьому трагічному достатку особливе місце — поблизу від прози і поезії Шаламова, Євгенії Гінзбург, Заболоцького і Керсновської.
```

Тамара Владиславівна Петкевич померла 18 жовтня 2017 року в Санкт-Петербурзі. Похована на Комаровському кладовищі селища Комарово Курортного району міста федерального значення Санкт-Петербургу.
Про Тамару Петкевич був знятий документальний фільм «Життя — чобіток непарний» (2001, режисер Марина Разбежкіна).

## Нагороди та звання
- Кавалерський хрест ордена Заслуг перед Республікою Польща 1998 р.
- Лауреат літературної премії Гоголя на фестивалі «Невський проспект» 2009 р.
- Лауреат літературної премії «Круті сходи» 2009 р.
- Мистецька премія «Петрополь» за унікальну епопею у 2-х книгах 2010 р.
- Диплом Лауреата премії уряду Санкт-Петербурга в галузі літератури, мистецтва і архітектури 2010 р.